# 藕官
藕官，《红楼梦》人物，贾府买来的十二个唱戏的女孩子之一（其餘是：文官、寶官、玉官、齡官、菂官、蕊官、茄官、芳官、葵官、豆官、艾官），詳見十二女伶，小生。戏班解散后，她进林黛玉房中。她在戲中與小旦菂官常扮夫妻，二人相好異常，自視為一對，可惜菂官早夭。後被王夫人以“唱戏的女孩子，自然是狐狸精”为由，遂将众女伶逐出大观园，与蕊官跟着尼姑圆信到地藏庵出家。